# Sander Arends
Sander Arends (* 9. srpna 1991 Leeuwarden) je nizozemský profesionální tenista, deblový specialista. Ve své dosavadní kariéře na okruhu ATP Tour vyhrál čtyři deblové turnaje. Na challengerech ATP a okruhu ITF získal čtyřicet dva titulů ve čtyřhře.
Na žebříčku ATP byl ve dvouhře nejvýše klasifikován v lednu 2015 na 1 057. místě a ve čtyřhře v květnu 2025 na 37. místě. Trénuje ho Stefan Bodde.

## Tenisová kariéra
Na okruhu ATP Tour debutoval červencovou čtyřhrou Swiss Open Gstaad 2016, do níž zasáhl s Rakušanem Tristanem-Samuelem Weissbornem. V semifinále je zastavili pozdější latinskoameričtí vítězové a čtvrtí nasazení Julio Peralta s Horaciem Zeballosem. Do hlavní grandslamové soutěže poprvé zasáhl v deblu Wimbledonu 2017. S Tchajwancem Pchengem Süe-jinem přitom prohráli kvalifikační kolo se Švédy Johanem Brunströmem a Andreasem Siljeströmem. Do čtyřhry ale postoupili jako šťastní poražení. V úvodu wimbledonské soutěže pak opět nestačili na Brunströma se Siljeströmem až v pětisetové bitvě, když závěrečnou sadu ztratili 10–12 na gamy.

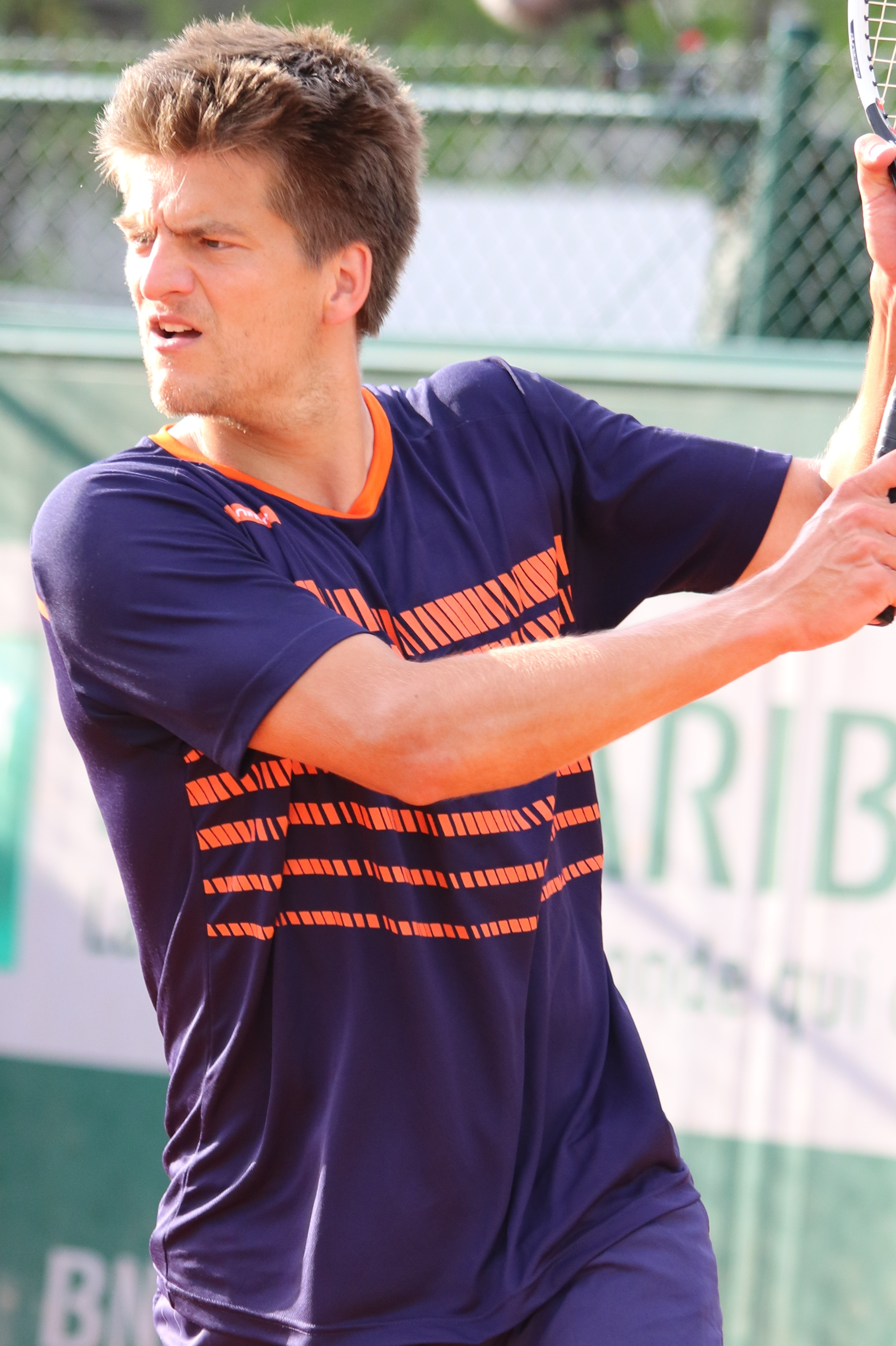
Na French Open 2018

Do prvního finále na túře ATP postoupil ve čtyřhře červencového Swedish Open 2017 v Båstadu. Po boku krajana Matwého Middelkoopa v souboji o titul nenašli recept na Rakušana Julian Knowle s Němcem Philippem Petzschnerem po nezvládnutem supertiebreaku. I z dalších dvou deblových finále odešel poražen. Na travnatém Antalya Open 2018 s Middelkoopem nestačili na brazilsko-mexický pár Marcelo Demoliner a Santiago González. Závěrečný duel na marseillském Open 13 Provence 2021 pak prohrál s krajanem Davidem Pelem, když koncovky obou setů získali Brit Lloyd Glasspool s Finem Harri Heliövaara.
První kariérní trofej na okruhu ATP vybojoval s Pelem na båstadském Nordea Open 2021. V závěrečném duelu zdolali německo-francouzskou dvojici Andre Begemann a Albano Olivetti po dvousetovém průběhu. Druhý a třetí triumf přidal ve spolupráci s britským deblistou Lukem Johnsonem. Metský Moselle Open 2024 ovládli po výhře nad francouzskou dvojicí Pierre-Hugues Herbert a Albano Olivetti. Na lednovém Hong Kong Tennis Open 2025 pak ve finále zvítězili nad členy singlové světové dvacítky, Karenem Chačanovem a Andrejem Rubljovem. Hongkongský turnaj ovládl jako druhý Nizozemec po Okkerovi v roce 1975. Po skončení Australian Open 2025, kde s Johnsonem vypadli ve druhém kole, debutoval v závěru ledna 2025 v elitní světové padesátce žebříčku ATP čtyřhry, kterou uzavíral.

## Finále na okruhu ATP Tour

### Čtyřhra: 7 (4–3)
| Legenda                   |
| ------------------------- |
| Grand Slam (0)            |
| Turnaj mistrů (0)         |
| ATP Tour Masters 1000 (0) |
| ATP Tour 500 (1–0)        |
| ATP Tour 250 (3–3)        |

| Stav      | č. | datum         | turnaj               | kategorie | povrch    | spoluhráč        | soupeři ve finále                     | výsledek              |
| --------- | -- | ------------- | -------------------- | --------- | --------- | ---------------- | ------------------------------------- | --------------------- |
| Finalista | 1. | červenec 2017 | Båstad, Švédsko      | ATP 250   | antuka    | Matwé Middelkoop | Julian Knowle Philipp Petzschner      | 2–6, 6–3, [7–10]      |
| Finalista | 3. | červen 2018   | Antalya, Turecko     | ATP 250   | tráva     | Matwé Middelkoop | Marcelo Demoliner Santiago González   | 5–7, 7–6(6–8), [8–10] |
| Finalista | 3. | březen 2021   | Marseille, Francie   | ATP 250   | tvrdý (h) | David Pel        | Lloyd Glasspool Harri Heliövaara      | 5–7, 6–7(4–7)         |
| Vítěz     | 1. | červenec 2021 | Båstad, Švédsko      | ATP 250   | antuka    | David Pel        | Andre Begemann Albano Olivetti        | 6–4, 6–2              |
| Vítěz     | 2. | listopad 2024 | Mety, Francie        | ATP 250   | tvrdý (h) | Luke Johnson     | Pierre-Hugues Herbert Albano Olivetti | 6–4, 3–6, [10–3]      |
| Vítěz     | 3. | leden 2025    | Hongkong, Čína       | ATP 250   | tvrdý     | Luke Johnson     | Karen Chačanov Andrej Rubljov         | 7–5, 4–6, [10–7]      |
| Vítěz     | 4. | duben 2025    | Barcelona, Španělsko | ATP 500   | antuka    | Luke Johnson     | Joe Salisbury Neal Skupski            | 6–3, 6–7(1–7), [10–6] |

## Tituly na challengerech ATP a okruhu ITF

### Čtyřhra (42 titulů)
| Legenda          |
| ---------------- |
| Challengery (31) |
| ITF (11)         |

| Č.  | datum         | turnaj                        | okruh      | povrch      | spoluhráč                | poražení finalisté                      | výsledek                    |
| --- | ------------- | ----------------------------- | ---------- | ----------- | ------------------------ | --------------------------------------- | --------------------------- |
| 1.  | červen 2014   | Alkmaar, Nizozemsko           | Futures    | antuka      | Niels Lootsma            | Jordi Muñoz Abreu Mark Vervoort         | 6–0, 3–6, [10–7]            |
| 2.  | červenec 2014 | Middelburg, Nizozemsko        | Futures    | antuka      | Niels Lootsma            | Jelle Sels Vincent Van Den Honert       | 6–4, 6–2                    |
| 3.  | únor 2015     | Kaarst, Německo               | Futures    | koberec (h) | Adam Majchrowicz         | Wesley Koolhof Matwé Middelkoop         | 6–3, 6–4                    |
| 4.  | únor 2015     | Nußloch, Německo              | Futures    | koberec (h) | Adam Majchrowicz         | Denis Kapric Lukas Ruepke               | 6–4, 3–6, [10–5]            |
| 5.  | únor 2015     | Trento, Itálie                | Futures    | koberec (h) | Niels Lootsma            | Sam Barry Viktor Galović                | 7–6(7–2), 6–4               |
| 6.  | srpen 2015    | Middelkerke, Belgie           | Futures    | tvrdý       | Ariel Behar              | Sander Gillé Joran Vliegen              | 6–7(1–7), 6–4, [10–7]       |
| 7.  | září 2015     | Mylhúzy, Francie              | Futures    | tvrdý (h)   | Adam Majchrowicz         | Moritz Baumann Yannick Hanfmann         | bez boje                    |
| 8.  | září 2015     | Plaisir, Francie              | Futures    | tvrdý (h)   | Adam Majchrowicz         | Evan King Anderson Reed                 | 6–4, 6–4                    |
| 9.  | říjen 2015    | Nevers, Francie               | Futures    | tvrdý (h)   | Niels Lootsma            | Jonathan Eysseric Tom Jomby             | 6–4, 7–5                    |
| 10. | říjen 2015    | Saint-Dizier, Francie         | Futures    | tvrdý (h)   | Niels Lootsma            | Ronan Joncour Gonçalo Oliveira          | 7–5, 7–6(10–8)              |
| 11. | listopad 2015 | Mouilleron-le-Captif, Francie | Challenger | tvrdý (h)   | Adam Majchrowicz         | Aleksandr Buryj Andreas Siljeström      | 6–3, 5–7, [10–8]            |
| 12. | listopad 2015 | Jablonec nad Nisou, Česko     | Futures    | koberec (h) | Adam Majchrowicz         | Niels Desein Libor Salaba               | 6–3, 6–4                    |
| 13. | květen 2016   | Ostrava, Česko                | Challenger | antuka      | Tristan-Samuel Weissborn | Lukáš Dlouhý Hans Podlipnik-Castillo    | 7–6(10–8), 6–7(4–7), [10–5] |
| 14. | květen 2016   | Heilbronn, Německo            | Challenger | antuka      | Tristan-Samuel Weissborn | Nikola Mektić Antonio Šančić            | 6–3, 6–4                    |
| 15. | říjen 2016    | Brest, Francie                | Challenger | tvrdý (h)   | Mateusz Kowalczyk        | Marco Chiudinelli Luca Vanni            | 6–7(2–7), 6–3, [10–5]       |
| 16. | září 2017     | Como, Itálie                  | Challenger | antuka      | Antonio Šančić           | Aleksandr Buryj Kevin Krawietz          | 7–6(7–1), 6–2               |
| 17. | říjen 2017    | Ortisei, Itálie               | Challenger | tvrdý (h)   | Antonio Šančić           | Jeremy Jahn Edan Lešem                  | 6–2, 5–7, [13–11]           |
| 18. | říjen 2017    | Brest, Francie (2)            | Challenger | tvrdý (h)   | Antonio Šančić           | Scott Clayton Divij Šaran               | 6–4, 7–5                    |
| 19. | listopad 2017 | Eckental, Německo             | Challenger | koberec (h) | Roman Jebavý             | Ken Skupski Neal Skupski                | 6–2, 6–4                    |
| 20. | listopad 2017 | Brescia, Itálie               | Challenger | koberec (h) | Sander Gillé             | Luca Margaroli Tristan-Samuel Weissborn | 6–2, 6–3                    |
| 21. | březen 2018   | Saint Brieuc, Francie         | Challenger | tvrdý (h)   | Tristan-Samuel Weissborn | Luke Bambridge Joe Salisbury            | 4–6, 6–1, [10–7]            |
| 22. | květen 2018   | Braga, Portugalsko            | Challenger | antuka      | Adil Shamasdin           | Ariel Behar Miguel Ángel Reyes-Varela   | 6–2, 6–1                    |
| 23. | leden 2019    | Rennes, Francie               | Challenger | tvrdý (h)   | Tristan-Samuel Weissborn | David Pel Antonio Šančić                | 6–4, 6–4                    |
| 24. | duben 2019    | Nan-čchang, Čína              | Challenger | antuka (h)  | Tristan-Samuel Weissborn | Alex Bolt Akira Santillan               | 6–2, 6–4                    |
| 25. | červenec 2019 | Tampere, Finsko               | Challenger | tvrdý       | David Pel                | Ivan Nedělko Alexandr Žurbin            | 6–0, 6–2                    |
| 26. | červenec 2019 | Segovia, Španělsko            | Challenger | tvrdý       | David Pel                | Orlando Luz Felipe Meligeni Alves       | 6–4, 7–6(7–3)               |
| 27. | září 2019     | Mallorca, Španělsko           | Challenger | tvrdý       | David Pel                | Karol Drzewiecki Szymon Walków          | 7–5, 6–4                    |
| 28. | únor 2020     | Koblenz, Německo              | Challenger | tvrdý (h)   | David Pel                | Julian Lenz Yannick Maden               | 7–6(7–4), 7–6(7–3)          |
| 29. | srpen 2020    | Praha, Česko                  | Challenger | antuka      | David Pel                | André Göransson Gonçalo Oliveira        | 7–5, 7–6(7–5)               |
| 30. | březen 2022   | Saint-Brieuc, Francie         | Challenger | tvrdý (h)   | David Pel                | Jonathan Eysseric Robin Haase           | 6-3, 6–3                    |
| 31. | květen 2022   | Mauthausen, Rakousko          | Challenger | antuka      | David Pel                | Johannes Härteis Benjamin Hassan        | 6-4, 6–3                    |
| 32. | říjen 2022    | Mouilleron-le-Captif, Francie | Challenger | tvrdý (h)   | David Pel                | Purav Radža Divij Šaran                 | 6–7(1–7), 7–6(8–6), [10–6]  |
| 33. | leden 2023    | Oeiras, Portugalsko           | Challenger | tvrdý (h)   | David Pel                | Patrik Niklas-Salminen Bart Stevens     | 6–3, 7–6(7–3)               |
| 34. | září 2023     | Rennes, Francie               | Challenger | tvrdý       | David Pel                | Antoine Escoffier Niki Kalijanda Půnača | 6–3, 6–2                    |
| 35. | únor 2024     | Koblenz, Německo              | Challenger | tvrdý       | Sem Verbeek              | Jakob Schnaitter Mark Wallner           | 6–4, 6–2                    |
| 36. | březen 2024   | Tenerife, Španělsko           | Challenger | tvrdý       | Sem Verbeek              | Marco Bortolotti Sergio Martos Gornes   | 6–4, 6–4                    |
| 37. | březen 2024   | Lugano, Švýcarsko             | Challenger | tvrdý (h)   | Sem Verbeek              | Constantin Frantzen Hendrik Jebens      | 6–7(11–9), 7–6(1–7), [10–8] |
| 38. | červenec 2024 | Braunschweig, Německo         | Challenger | antuka      | Robin Haase              | Sriram Baladži Gonzalo Escobar          | 4–6, 6–4, [10–8]            |
| 39. | srpen 2024    | Porto, Portugalsko            | Challenger | tvrdý       | Luke Johnson             | Joshua Paris Ramkumar Ramanathan        | 6-3, 6-2                    |
| 40. | září 2024     | Rennes, Francie               | Challenger | antuka      | Grégoire Jacq            | Antoine Escoffier Joshua Paris          | 6–4, 6–2                    |
| 41. | září 2024     | Saint-Tropez, Francie         | Challenger | tvrdý       | Luke Johnson             | André Göransson Sem Verbeek             | 3–6, 6–3, [10–4]            |
| 42. | duben 2025    | Monza, Itálie                 | Challenger | antuka      | Luke Johnson             | Filippo Romano Jacopo Vasami            | 6–1, 6–1                    |